# Giurie della Mostra internazionale d'arte cinematografica di Venezia
La Mostra Internazionale d'Arte Cinematografica di Venezia, nata «nel 1932 nell'ambito della XVIII Biennale d'arte per opera del presidente G. Volpi di Misurata, allo scopo di presentare opere attestanti il valore della cinematografia quale mezzo di espressione nel campo artistico, culturale, educativo, scientifico», assegna ogni anno numerosi riconoscimenti, tra cui la Coppa Volpi, il Gran Premio della giuria - Leone d'Argento, il Premio speciale per la regia - Leone d'Argento e, tra il 2002 e il 2003 il Premio San Marco. Un altro riconoscimento che viene attribuito durante la rassegna cinematografica veneziana è il Premio Marcello Mastroianni che affianca, in un certo senso, la "Coppa Volpi".
La giuria più importante resta quella per l'assegnazione del primo premio, il Leone d'Oro al miglior film, e dei premi principali, mentre il Leone d'Oro alla carriera vengono designati, insieme ai membri delle giurie, dalla direzione della Biennale di Venezia.
Fino al 1996 la giuria internazionale è sempre stata unica, mentre dall'anno successivo sono state introdotte più giurie in concomitanza con la creazione di nuove sezioni della rassegna.

## Le giurie

### Anni 1930
- Nel 1932 la mostra non è competitiva.
- Nel 1934 la mostra è competitiva ma priva di una giuria internazionale.
- 1935
  - Giuseppe Volpi (presidente, Italia), Charles Delac (Francia), Ryszard Ordynski (Polonia), Fritz Scheuermann (Germania), Luis Villani (Ungheria), Luigi Freddi (Italia), Antonio Maraini (Italia), Filippo Sacchi (Italia), Ottavio Croze (Italia), Raffaele Calzini (Italia), Gino Damerini (Italia), Giovanni Dettori (Italia), Eugenio Giovannetti (Italia), Mario Gromo (Italia), Giacomo Paulucci di Calboli (Italia), Elio Zorzi (Italia).
- 1936
  - Giuseppe Volpi (presidente, Italia), Neville Keaney (Gran Bretagna), Oswald Lehnich (Germania), Karl Meltzer (Germania), Ryszard Ordynski (Polonia), Louis Villani (Ungheria), Emile Vuillermoz (Francia), Luigi Freddi (Italia), Mario Gromo (Italia), Antonio Maraini (Italia), Giacomo Paulucci di Calboli (Italia), Filippo Sacchi (Italia), Ottavio Croze (Italia).
- 1937
  - Giuseppe Volpi (presidente, Italia), Luigi Chiarini (Italia), Sandro De Feo (Italia), Luigi Freddi (Italia), Mario Gromo (Italia), Esodo Pratelli (Italia), René Jeanne (Francia), Neville Kearney (Gran Bretagna), Oswald Lehnich (Germania), Karl Melzer (Germania), Georges Lourau (Francia), Ryszard Ordynski (Polonia), Louis Villani (Ungheria).
- 1938
  - Giuseppe Volpi (presidente, Italia), Olaf Andersson (Svezia), Luigi Freddi (Italia), Antonio Maraini (Italia), Giacomo Paulucci di Calboli (Italia), Milos Havel (Cecoslovacchia), Neville Kearney (Gran Bretagna), René Jeanne (Francia), Oswald Lehnich (Germania), Humberto Mauro (Brasile), Edmond Moreau (Svizzera), Eitel Monaco (Italia), Ryszard Ordynski (Polonia), Alfonso Rivas Bustamante (Messico), Harold L. Smith (Stati Uniti d'America), Junzo Sato (Giappone), F.L. Theron (Sudafrica), Carl Vincent (Belgio), Louis Villani (Ungheria).
- 1939
  - Giuseppe Volpi (presidente, Italia), Olaf Andersson (Svezia), Luigi Bonelli (Italia), Ottavio Croze (Italia), De Obregon (Spagna), Dino Falconi (Italia), F.T. Geldenhuys (Sudafrica), Neville Kearney (Gran Bretagna), Ernst Leichtenstern (Germania), Antonio Maraini (Italia), Ugo Ojetti (Italia), Vezio Orazi (Italia), Giovanni Paulucci di Calboli (Italia), Junzo Stato (Giappone), D.I. Suchianu (Romania), Zdenek Urban (Boemia), Louis Villani (Ungheria), Carl Vincent (Belgio).

### Anni 1940
- Dal 1940 al 1942 la mostra non si svolse a Venezia. Riconosciuta come "non disputata".
- Dal 1943 al 1945 la mostra fu sospesa a causa della guerra.
- 1946
  - Commissione Internazionale di giornalisti (sostitutiva della giuria): Francesco Pasinetti (Italia), Umberto Barbaro (Italia), Gino Visentini (Italia), Francesco Callari (Italia), Vinicio Marinucci (Italia), Nikolai Gorshkov (Unione Sovietica).
- 1947
  - Vinicio Marinucci (presidente, Italia), Hugo Mauerhofer (vicepresidente, Svizzera), Antonin Brousil (Cecoslovacchia), Jacques Ibert (Francia), Fabrizio Malpiero (Danimarca), Cirly Ray (Gran Bretagna), William Karol (Messico), Carlo Benda (Svezia), Dimitri Jeriomin (Unione Sovietica), Jeanne Contini (Stati Uniti d'America).
- 1948
  - Luigi Chiarini (presidente, Italia), Mario Gromo (Italia), Guido Aristarco (Italia), Alberto Consiglio (Italia), Arturo Lanocita (Italia), Vinicio Marinucci (Italia), Mario Melloni (Italia), Félix Andrew Morlion (Belgio), Giorgio Prosperi (Italia).
- 1949
  - Mario Gromo (presidente, Italia), Ermanno Contini (Italia), Emilio Lavagnino (Italia), Giannino Marescalchi (Italia), Aldo Palazzeschi (Italia), Piero Regnoli (Italia), Gian Luigi Rondi (Italia), Gino Visentini (Italia), Cesare Zavattini (Italia)

### Anni 1950
- 1950
  - Mario Gromo (presidente, Italia), Umbro Apollonio (Italia), Antonio Baldini (Italia), Ermanno Contini (Italia), Piero Gadda Conti (Italia), Arturo Lanocita (Italia), Gian Luigi Rondi (Italia), Turi Vasile (Italia), Adone Zecchi (Italia).
- 1951
  - Mario Gromo (presidente, Italia), Antonio Baldini (Italia), Ermanno Contini (Italia), Fabrizio Dentice (Italia), Piero Gadda Conti (Italia), Vinicio Marinucci (Italia), Gian Gaspare Napolitano (Italia), Gian Luigi Rondi (Italia), Giorgio Vigolo (Italia).
- 1952
  - Mario Gromo (presidente, Italia), Filippo Sacchi (Italia), Antonio Falqui (Italia), Pericle Fazzini (Italia), Enzo Masetti (Italia), Sandro De Feo (Italia), Luigi Rognoni (Italia), Carlo Trabucco (Italia), Giuseppe Ungaretti (Italia).
- 1953
  - Eugenio Montale (presidente, Italia), Gaetano Carancini (Italia), Sandro De Feo (Italia), Nino Ghelli (Italia), Gian Gaspare Napolitano (Italia), Luigi Rognoni (Italia), Antonio Petrucci (Italia).
- 1954
  - Ignazio Silone (presidente, Italia), Bengt Idestam Almquist (Svezia), Louis Chauvet (Francia), Carlos Fernandez Cuenca (Spagna), Roger Manvell (Gran Bretagna), Mario Gromo (Italia), Pasquale Ojetti (Italia), Piero Regnoli (Italia), Filippo Sacchi (Italia).
- 1955
  - Mario Gromo (presidente, Italia), Jacques Doniol-Valcroze (Francia), Arthur Knight (Stati Uniti d'America), Roger Manvell (Gran Bretagna), Piero Gadda Conti (Italia), Emilio Lonero (Italia), Domenico Meccoli (Italia), Carlo Ludovico Ragghianti (Italia).
- 1956
  - John Grierson (presidente, Gran Bretagna), André Bazin (Francia), G.B. Cavallaro (Italia), Fridrich Ėrmler (Unione Sovietica), James Quinn (Gran Bretagna), Kiyohiko Ushihara (Giappone), Luchino Visconti (Italia).
- 1957
  - René Clair (presidente, Francia), Vittorio Bonicelli (Italia), Penelope Houston (Gran Bretagna), Arthur Knight (Stati Uniti d'America), Miguel Pérez Ferrero (Spagna), Ivan Pyriev (Unione Sovietica).
- 1958
  - Jean Grémillon (presidente, Francia), Carlos Fernandez Cuenca (Spagna), Piero Gadda Conti (Italia), Hidemi Ina (Giappone), Alberto Lattuada (Italia), Friedrich Luft (Repubblica Federale Tedesca), Sergej Vasil'ev (Unione Sovietica).
- 1959
  - Luigi Chiarini (presidente, Italia), Georges Altman (Francia), Sergej Bondarcuk (Unione Sovietica), Ralph Forte (Stati Uniti d'America), Luis Gómez Mesa (Spagna), Ernst Kruger (Repubblica Federale Tedesca), Roger Maxwell (Gran Bretagna), Vinicio Marinucci (Italia), Dario Zanelli (Italia).

### Anni 1960
- 1960
  - Marcel Achard (presidente, Francia), Peter Baker (Gran Bretagna), Luis García Berlanga (Spagna), Sergej Bondarcuk (Unione Sovietica), Louis Chauvet (Francia), Antonio Pagliaro (Italia), Jaime Potenze (Argentina), Mario Praz (Italia), Samuel Steinman (Stati Uniti d'America), Jerzy Toeplitz (Polonia)
- 1961
  - Filippo Sacchi (presidente, Italia), Lev Arnštam (Unione Sovietica), Gian Gaspare Napolitano (Italia), Giulio Cesare Castello (Italia), Jean de Baroncelli (Francia), John Hubley (Stati Uniti d'America), Leopoldo Torre-Nilsson (Argentina).
- 1962
  - Luigi Chiarini (presidente, Italia), Guglielmo Biraghi (Italia), G.B. Cavallaro (Italia), Arturo Lanocita (Italia), George Charensol (Francia), Josif Cheifitz (Unione Sovietica), John Houseman (Stati Uniti d'America), Ronald Neame (Gran Bretagna), Hans Schaarwechter (Repubblica Federale Tedesca)
- 1963
  - Arturo Lanocita (presidente, Italia), Sergej Gerasimov (Unione Sovietica), Lewis Jacobs (Stati Uniti d'America), Hidemi Kon (Giappone), Claude Moriac (Francia), Guido Aristarco (Italia), Piero Gadda Conti (Italia)
- 1964
  - Mario Soldati (presidente, Italia), Rudolf Arnheim (Stati Uniti d'America), Ove Brussendorf (Danimarca), Thorold Dickinson (Gran Bretagna), Riccardo Munož Suay (Spagna), Georges Sadoul (Francia), Jerzy Toeplitz (Polonia)
- 1965
  - Carlo Bo (presidente, Italia), Lewis Jacobs (Stati Uniti d'America), Nikolaj Lebedev (Unione Sovietica), Jay Leyda (Stati Uniti d'America), Max Lippmann (Germania), Edgar Morin (Francia), Rune Waldekranz (Svezia)
- 1966
  - Giorgio Bassani (presidente, Italia), Lindsay Anderson (Gran Bretagna), Luboš Bartošek (Cecoslovacchia), Michel Butor (Francia), Lewis Jacobs (Stati Uniti d'America), Lev Vladimirovič Kulešov (Unione Sovietica), Joris Ivens (Paesi Bassi)
- 1967
  - Alberto Moravia (presidente, Italia), Carlos Fuentes (Messico), Juan Goytisolo (Spagna), Erwin Leiser (Germania), Violette Morin (Francia), Susan Sontag (Stati Uniti d'America), Rostislav Jurenev (Unione Sovietica)
- 1968
  - Guido Piovene (presidente, Italia), Jacques Doniol-Valcroze (Francia), Akira Iwasaki (Giappone), Roger Manvell (Gran Bretagna), Istvàn Nemeskürty (Ungheria), Vicente Antonio Pineda (Spagna), Edgar Reitz (Repubblica Federale Tedesca)
- Nel *1969 la mostra non è competitiva.

### Anni 1970
- Dal 1969 al 1979 la mostra non è competitiva.

### Anni 1980
- 1980
  - Suso Cecchi D'Amico (presidente, Italia), Yûssif Châhine (Egitto), Marlen Chuciev (Unione Sovietica), Michel Ciment (Francia), Umberto Eco (Italia), Gillo Pontecorvo (Italia), Andrew Sarris (Stati Uniti d'America), George Stevens Jr. (Stati Uniti d'America), Margarethe von Trotta (Repubblica Federale Tedesca).
- 1981
  - Italo Calvino (presidente, Italia), Luigi Comencini (Italia), Manoel de Oliveira (Portogallo), Marie-Christine Barrault (Francia), Peter Bogdanovich (Stati Uniti d'America), Mohammed Lakhdar-Hamina (Algeria), Jesús Fernández Santos (Spagna), Sergej Solov'ëv (Unione Sovietica), Krzysztof Zanussi (Polonia).
- 1982
  - Marcel Carné (presidente, Francia), Luis García Berlanga (Spagna), Mario Monicelli (Italia), Gillo Pontecorvo (Italia), Valerio Zurlini (Italia), Satyajit Ray (India), Andrej Tarkovskij (Unione Sovietica)
- 1983
  - Bernardo Bertolucci (presidente, Italia), Jack Clayton (Gran Bretagna), Peter Handke (Repubblica Federale Tedesca), Leon Hirszman (Brasile), Marta Meszaros (Ungheria), Nagisa Ōshima (Giappone), Cleb Panfilov (Unione Sovietica), Bob Rafelson (Stati Uniti d'America), Ousmane Sembène (Senegal), Mrinal Sen (India), Alain Tanner (Svizzera), Agnès Varda (Francia)
- 1984
  - Michelangelo Antonioni (presidente, Italia), Rafael Alberti (Spagna), Balthus (Francia), Evgenij Evtušenko (Unione Sovietica), Günter Grass (Repubblica Federale Tedesca), Joris Ivens (Paesi Bassi), Erica Jong (Stati Uniti d'America), Erland Josephson (Svezia), Isaac B. Singer (Stati Uniti d'America), Paolo Taviani (Italia), Vittorio Taviani (Italia), Goffredo Petrassi (Italia)
- 1985
  - Krzysztof Zanussi (presidente, Polonia), Guido Aristarco (Italia), Gaspare Barbiellini Amidei (Italia), Lino Micciché (Italia), Renzo Vespignani (Italia), Ricardo Bofill (Spagna), Frank Capra (Stati Uniti d'America), Odysseus Elytis (Grecia), Kon Ichikawa (Giappone), Jean d'Ormesson (Francia), Eugène Ionesco (Francia), Elem Klimov (Unione Sovietica), Zoran Mušič (Repubblica Socialista Federale di Jugoslavia), John Schlessinger (Gran Bretagna).
- 1986
  - Alain Robbe-Grillet (presidente, Francia), Chantal Akerman (Belgio), Jörn Donner (Finlandia), Pál Gábor (Ungheria), Roman Gubern (Spagna), Pontus Hulten (Svezia), Alberto Lattuada (Italia), Nanni Moretti (Italia), Nelson Pereira Dos Santos (Brasile), El'dar Sengelaja (Unione Sovietica), Fernando Solanas (Argentina), Peter Ustinov (Gran Bretagna), Bernhard Wicki (Germania Ovest), Catherine Wyler (Stati Uniti d'America).
- 1987
  - Sabine Azéma (presidente, Francia), John Bailey (Stati Uniti d'America), Anja Breien (Norvegia), Beatriz Guido (Argentina), Károly Makk (Ungheria), Serghej Solov'ëv (Unione Sovietica), Carlo Lizzani (Italia), Vittorio Storaro (Italia), Ana Carolina Teixeira Soares (Brasile), Michael York (Gran Bretagna), Regina Ziegler (Repubblica Federale Tedesca).
- 1988
  - Sergio Leone (presidente, Italia), Maria Julia Bertotto (Argentina), Klaus Eder (Germania), Hannah Fischer, Gilbert de Goldschmidt (Francia), Adoor Gopalakrishnan (India), Lena Olin (Svezia), Natalija Riazanceva (Svezia), Harry Dean Stanton (Stati Uniti d'America), Lina Wertmüller (Italia)
- 1989
  - Andrej Smirnov (presidente, Unione Sovietica), Néstor Almendros (Spagna), Pupi Avati (Italia), Klaus Maria Brandauer (Germania), Urmila Gupta (India), Danièle Heymann (Francia), Eleni Karaindrou (Grecia), John Landis (Stati Uniti d'America), David Robinson (Regno Unito), Xie Jin (Cina)

### Anni 1990
- 1990
  - Gore Vidal (presidente, Stati Uniti d'America), María Luisa Bemberg (Argentina), Edoardo Bruno (Spagna), Alberto Lattuada (Italia), Gilles Jacob (Francia), Kira Muratova (Russia), Omar Sharif (Egitto), Ula Stöckl (Germania), Anna-Lena Wibom (Svezia).
- 1991
  - Gian Luigi Rondi (presidente, Italia), Silvia d'Amico Bendicò (Italia), James Belushi (Stati Uniti d'America), John Boorman (Gran Bretagna), Michel Ciment (Francia), Moritz De Hadeln (Gran Bretagna), Naum Klejman (Moldavia), Oja Kodar (Repubblica Socialista Federale di Jugoslavia), Pilar Mirò (Spagna).
- 1992
  - Dennis Hopper (Stati Uniti d'America) e Jiří Menzel (Cecoslovacchia) (presidenti), Gianni Amelio (Italia), Ennio Morricone (Italia), Anne Brochet (Francia), Neil Jordan (Irlanda), Hanif Kureishi (Gran Bretagna), Sheila Whitaker (Gran Bretagna), Michael Ritchie (Stati Uniti d'America), Jacques Siclier (Francia), Fernando Solanas (Argentina).
- 1993
  - Peter Weir (presidente, Australia), Mohamed Camara (Guinea), Pierre-Henri Deleau (Francia), Carla Gravina (Italia), Giuseppe Tornatore (Italia), James Ivory (Gran Bretagna), Chen Kaige (Cina), Nelson Pereira Dos Santos (Brasile), Abdulah Sidran (Repubblica Federale di Jugoslavia)
- 1994
  - David Lynch (presidente, Stati Uniti d'America), Margherita Buy (Italia), Carlo Verdone (Italia), Gaston Kaboré (Algeria), Olivier Assayas (Francia), Uma Thurman (Stati Uniti d'America), Mario Vargas Llosa (Perù), Nagisa Ōshima (Giappone), David Stratton (Australia)
- 1995
  - Guglielmo Biraghi (presidente, Italia), Jean-Pierre Jeunet (Francia), Abbas Kiarostami (Iran), Mario Martone (Italia), Francesca Neri (Italia), Peter Rainer (Germania), Mo Rothman (Stati Uniti d'America), Jorge Semprún (Spagna), Margarethe von Trotta (Germania).
- 1996
  - Roman Polański (presidente, Polonia), Paul Auster (Stati Uniti d'America), Anjelica Huston (Stati Uniti d'America), Souleymane Cissé (Senegal), Callisto Cosulich (Italia), Miriam Mafai (Italia), Mrinal Sen (India), Antonio Skármeta (Cile), Hülya Ucansu (Turchia).
- 1997
  - Concorso principale: Jane Campion (presidente, Nuova Zelanda), Ron Bass (Stati Uniti d'America), Vera Belmont (Francia), Peter Buchka (Germania), Nana Djordjadze (Ucraina), Idrissa Ouédraogo (Burkina Faso), Charlotte Rampling (Gran Bretagna), Francesco Rosi (Italia), Shinya Tsukamoto (Giappone)
  - Giuria Internazionale Corto-Cortissimo: Marco Bellocchio (presidente, Italia), Olivier Assayas (Francia) Clare Peploe (Francia).
- 1998
  - Concorso principale: Ettore Scola (presidente, Italia), Héctor Babenco (Argentina), Sarounas Bartas (Lituania), Kathryn Bigelow (Stati Uniti d'America), Reinhald Hauff (Germania), Danièle Heyman (Francia), Ismail Merchant (India), Luis Sepúlveda (Cile), Tilda Swinton (Gran Bretagna)
  - Giuria Internazionale Corto-Cortissimo: Chiara Caselli (presidente, Italia), Abel Ferrara (Stati Uniti d'America), Georges Benayoun (Marocco)
- 1999
  - Concorso principale: Emir Kusturica (presidente, Bosnia), Arturo Ripstein (Messico), Marco Bellocchio (Italia), Cindy Sherman (Stati Uniti d'America), Jean Douchet (Francia), Shozo Ichiyama (Giappone), Maggie Cheung (Hong Kong), Jonathan Coe (Gran Bretagna)
  - Giuria Internazionale Corto-Cortissimo: Érick Zonca (presidente, Francia), Hilke Döring (Germania), Andrea Occhipinti (Italia)
  - Giuria Opera Prima: Claire Denis (presidente, Francia), Férid Boughedir (Tunisia), Kent Jones (Stati Uniti d'America), Morando Morandini (Italia), Ferzan Özpetek (Italia).

### Anni 2000
- 2000
  - Concorso principale: Miloš Forman (presidente, Repubblica Ceca), Giuseppe Bertolucci (Italia), Claude Chabrol (Francia), Jennifer Jason Leigh (Stati Uniti d'America), Tahar Ben Jelloun (Marocco), Andreas Kilb (Germania), Samira Makhmalbaf (Iran)
  - Giuria Internazionale Corto-Cortissimo: Georges Bollon (presidente, Francia), Giuseppe Piccioni (Italia), Nina Proll (Austria)
  - Giuria Opera Prima: Mimmo Calopresti (presidente, Italia), Atom Egoyan (Canada), Bill Krohn (Stati Uniti d'America), Chiara Mastoianni (Italia), Peter Mullan (Gran Bretagna).
- 2001
  - Concorso principale: Nanni Moretti (presidente, Italia), Amitav Ghosh (India), Taylor Hackford (Stati Uniti d'America), Cecilia Roth (Argentina), Jerzy Skolimowski (Polonia), Jeanne Balibar (Francia), Vibeke Windeløv (Danimarca)
  - Cinema del Presente - Leone dell'Anno: Shiguehiko Hasumi (presidente, Giappone), Piera Detassis (Italia), Emanuel Levy (Stati Uniti d'America), Gavin Smith (Gran Bretagna), Michel Ciment (Francia)
  - Premio opera prima "Luigi de Laurentiis" - Leone del Futuro: Cédric Kahn (presidente, Francia), Francesco Casetti (Italia), Jafar Panahi (Iran), Jean-Loup Passek (Francia), Ruth Vitale (Stati Uniti d'America)
  - Giuria Internazionale Corto-Cortissimo: Francesca Comencini (presidente, Italia), Jaques Kermabon (Francia), Mário Micaelo (Portogallo).
- 2002
  - Concorso principale: Gong Li (presidente, Cina), Jacques Audiard (Francia), Evgenij Evtusenko (Russia), Ulrich Felsberg (Germania), László Kovács (Ungheria), Francesca Neri (Italia), Yesim Ustaoglu (Turchia)
  - Controcorrente - Premio S. Marco: Ghassan Abdul Khalek (presidente, Libano), Catherine Breillat (Francia), Peggy Chiao (Taiwan), Klaus Eder (Germania), Enrico Ghezzi (Italia)
  - Premio "Luigi De Laurentiis" per un'opera prima - Leone del Futuro: Paolo Virzì (presidente, Italia), Katinka Faragó (Svezia), Reinhard Hauff (Germania), Derek Malcolm (Gran Bretagna), Eva Zaoralova (Repubblica Ceca).
- 2003
  - Concorso principale: Mario Monicelli (presidente, Italia), Stefano Accorsi (Italia), Michael Ballhaus (Germania), Ann Hui (Cina), Pierre Jolivet (Francia), Monty Montgomery (Stati Uniti d'America), Assumpta Serna (Spagna)
  - Controcorrente - Premio S. Marco: Laure Adler (presidente, Francia), Vito Amoruso (Italia), Samir Farid (Egitto), Rene Liu (Taiwan), Ulrich Tukur (Germania)
  - Premio "Luigi De Laurentiis" per un'opera prima - Leone del Futuro: Lia van Leer (presidente, Israele), Jannike Ahlund (Svezia), Pierre-Henri Deleau (Francia), Stefan Kitanov (Bulgaria), Peter Scarlet (Stati Uniti d'America)
- 2004
  - John Boorman (presidente, Gran Bretagna), Wolfgang Becker (Germania), Mimmo Calopresti (Italia), Scarlett Johansson (Stati Uniti d'America), Spike Lee (Stati Uniti d'America), Dušan Makavejev (Serbia-Montenegro), Helen Mirren (Gran Bretagna), Pietro Scalia (Italia), Xu Feng (Taiwan).
- 2005
  - Concorso principale: Dante Ferretti (presidente, Italia), Amos Gitai (Israele), Emilíana Torrini (Islanda), Edgar Reitz (Germania), Claire Denis (Francia), Acheng (Cina), Christine Vachon (Stati Uniti d'America)
  - Orizzonti: Mimmo Rotella (presidente, Italia), Isabel Coixet (Spagna), Jean Michel Frodon (Francia), Valerio Mastandrea (Italia), Shinya Tsukamoto (Giappone)
  - Premio Venezia Opera Prima: Guy Maddin (presidente, Canada), Isabella Ferrari (Italia), Peter Cowie (Gran Bretagna), Ismaël Ferroukhi (Francia), Renata Litvinova (Russia)
  - Corto Cortissimo: Chema Prado (presidente, Spagna), Giovanna Gagliardo (Italia), Clemens Klopfenstein (Svizzera)
- 2006
  - Concorso principale: Catherine Deneuve (presidente, Francia), Michele Placido (Italia), Juan José Bigas Luna (Spagna), Paulo Branco (Portogallo), Cameron Crowe (Stati Uniti d'America), Chulpan Khamatova (Russia), Park Chan-wook (Corea del Sud)
  - Orizzonti: Philip Gröning (presidente, Germania), Carlo Carlei (Italia) Giuseppe Genna (Italia), Keiko Kusakabe (Giappone), Yousri Nasrallah (Egitto)
  - Premio Venezia Opera Prima: Paula Wagner (presidente, Stati Uniti d'America), Stefania Rocca (Italia), Guillermo del Toro (Messico), Mohsen Makhmalbaf (Iran), Andrei Plakhov (Russia)
  - Corto Cortissimo: Teboho Mahlatsi (presidente, Sudafrica), Francesca Calvelli (Italia), Aleksey Fedortchenko (Russia)
- 2007
  - Concorso principale: Zhang Yimou (presidente, Cina), Emanuele Crialese (Italia), Ferzan Özpetek (Turchia) Catherine Breillat (Francia)  Alejandro González Iñárritu (Messico) Jane Campion (Nuova Zelanda)
  - Corto Cortissimo: Teboho Mahlatsi (presidente, Sudafrica), Francesca Calvelli (Italia), Aleksey Fedortchenko (Russia)
  - Orizzonti: Philip Gröning (presidente, Germania), Carlo Carlei (Italia), Giuseppe Genna (Italia), Keiko Kusakabe (Giappone), Yousri Nasrallah (Egitto)
  - Premio Venezia Opera Prima: Paula Wagner (presidente, Stati Uniti d'America), Stefania Rocca (Italia), Guillermo del Toro (Messico), Mohsen Makhmalbaf (Iran), Andrei Plakhov (Russia)
- 2008
  - Concorso principale: Wim Wenders (presidente, Germania), John Landis (Stati Uniti d'America), Valeria Golino (Italia), Johnnie To (Hong Kong), Juriy Arabov (Russia), Douglas Gordon (Gran Bretagna), Lucrecia Martel (Argentina)
  - Orizzonti: Chantal Akerman (presidente, Belgio), Nicole Brenez Francia), Barbara Cupisti (Italia), José Luis Guerin (Spagna), Veiko Õunpuu (Estonia)
  - Premio Venezia Opera Prima: Abdellatif Kechiche (presidente, Tunisia), Alice Braga (Brasile), Gregory Jacobs (Stati Uniti d'America), Donald Ranvaud (Stati Uniti d'America), Heidrun Schleef (Germania)
  - Corto Cortissimo: Amos Poe (presidente, Stati Uniti d'America), Gianni Rondolino (Italia), Joana Vicente (Stati Uniti d'America)
- 2009
  - Concorso principale: Ang Lee (presidente, Taiwan), Sandrine Bonnaire (Francia), Liliana Cavani (Italia), Joe Dante (Stati Uniti d'America), Anurag Kashyap (India), Luciano Ligabue (Italia)
  - Orizzonti: Pere Portabella (presidente, Spagna), Bady Minck (Lussemburgo), Gina Kim (Corea del Sud), Garin Nugroho (Indonesia), Gianfranco Rosi (Italia)
  - Premio Venezia Opera Prima: Haile Gerima (presidente, Etiopia), Ramin Bahrani (Stati Uniti d'America), Gianni Di Gregorio (Italia), Antoine Fuqua (Stati Uniti d'America), Sam Taylor Wood (Gran Bretagna)
  - Corto Cortissimo: Stuart Gordon (presidente, Stati Uniti d'America), Alieva Sitora (Russia), Steve Ricci (Stati Uniti d'America)

### Anni 2010
- 2010
  - Concorso principale: Quentin Tarantino (presidente, Stati Uniti d'America), Guillermo Arriaga (Messico), Ingeborga Dapkūnaitė (Lituania), Arnaud Desplechin (Francia), Danny Elfman (Stati Uniti d'America), Luca Guadagnino (Italia), Gabriele Salvatores (Italia)
  - Orizzonti: Shirin Neshat (presidente, Iran), Raja Amari (Tunisia), Lav Diaz (Filippine), Alexander Horwath (Austria), Pietro Marcello (Italia)
  - Premio Venezia Opera Prima: Fatih Akın (presidente, Germania), Nina Lath Gupta (India), Stanley Kwan (Cina), Samuel Maoz (Israele), Jasmine Trinca (Italia)
  - Controcampo Italiano: Valerio Mastandrea (presidente, Italia), Susanna Nicchiarelli (Italia), Dario Edoardo Viganò (Italia)
  - Persol 3-D: Shimizu Takashi (presidente, Giappone), Jim Hoberman (Stati Uniti d'America), David Zamagni (Italia)
- 2011
  - Concorso principale: Darren Aronofsky (presidente, Stati Uniti d'America), Eija-Liisa Athila (Finlandia), David Byrne (Regno Unito), Todd Haynes (Stati Uniti d'America), Mario Martone (Italia), Alba Rohrwacher (Italia), André Téchiné (Francia)
  - Orizzonti: Jia Zhangke (presidente, Cina), Stuart Comer (Regno Unito), Odile Decq (Francia), Marianne Khoury (Egitto), Jacopo Quadri (Italia)
  - Premio Venezia Opera Prima: Carlo Mazzacurati (presidente, Italia), Aleksei Fedorchenko (Russia), Fred Roos (Stati Uniti d'America), Charles Tesson (Francia), Serra Yılmaz (Turchia)
  - Controcampo Italiano: Stefano Incerti (presidente, Italia), Aureliano Amadei (Italia), Cristiana Capotondi (Italia)
- 2012
  - Concorso principale: Michael Mann (presidente, Stati Uniti d'America), Marina Abramović (Serbia), Laetitia Casta (Francia), Peter Ho-Sun Chan (Cina), Ari Folman (Israele), Matteo Garrone (Italia), Ursula Meier (Svizzera), Samantha Morton (Regno Unito), Pablo Trapero (Argentina),
  - Orizzonti: Pierfrancesco Favino (presidente, Italia), Sandra den Hamer (Paesi Bassi), Runa Islam (Regno Unito/Bangladesh), Jason Kliot (Stati Uniti d'America), Nadine Labaki (Libano), Milčo Mančevski (Repubblica di Macedonia), Amir Naderi (Iran)
  - Premio Venezia Opera Prima: Shekhar Kapur (presidente, India), Michel Demopoulos (Grecia/Francia), Isabella Ferrari (Italia), Matt Reeves (Stati Uniti d'America), Bob Sinclar (Francia)
- 2013
  - Concorso principale: Bernardo Bertolucci (presidente, Italia), Andrea Arnold (Regno Unito), Renato Berta (Francia-Svizzera), Carrie Fisher (Stati Uniti d'America), Martina Gedeck (Germania), Pablo Larraín (Cile), Virginie Ledoyen (Francia), Ryūichi Sakamoto (Giappone), Jiang Wen (Cina)
  - Orizzonti: Paul Schrader (presidente, Stati Uniti d'America), Catherine Corsini (Francia), Leonardo Di Costanzo (Italia), Golshifteh Farahani (Iran), Frédéric Fonteyne (Belgio), Ksenia Rappoport (Russia), Amr Waked (Egitto)
  - Premio Venezia Opera Prima: Haifaa al-Mansour (presidente, Arabia Saudita), Alexej German Jr. (Russia), Geoffrey Gilmore (Stati Uniti d'America), Ariane Labed (Francia), Răzvan Rădulescu (Romania), Maria Sole Tognazzi (Italia), Amat Escalante (Messico)
- 2014
  - Concorso principale: Alexandre Desplat (presidente, Francia), Joan Chen (Cina), Philip Gröning (Germania), Jessica Hausner (Austria), Jhumpa Lahiri (Stati Uniti d'America), Sandy Powell (Regno Unito), Tim Roth (Regno Unito), Elia Suleiman (Palestina), Carlo Verdone (Italia)
  - Orizzonti: Ann Hui (presidente, Hong Kong), Moran Atias (Israele), Pernilla August (Svezia), David Chase (Stati Uniti d'America), Mahamat-Saleh Haroun (Ciad-Francia), Roberto Minervini (Italia-Stati Uniti d'America), Alin Tasçiyan (Turchia)
  - Premio Venezia Opera Prima: Alice Rohrwacher (presidente, Italia), Lisandro Alonso (Argentina), Ron Mann (Canada), Vivian Qu (Cina), Răzvan Rădulescu (Romania)
- 2015
  - Concorso principale: Alfonso Cuarón (presidente, Messico), Emmanuel Carrère (Francia). Nuri Bilge Ceylan (Turchia), Paweł Pawlikowski (Polonia), Francesco Munzi (Italia), Hou Hsiao-hsien (Taiwan), Diane Kruger (Germania), Lynne Ramsay (Regno Unito), Elizabeth Banks (Stati Uniti d'America)
  - Orizzonti: Jonathan Demme (presidente, Stati Uniti d'America), Alix Delaporte (Francia), Paz Vega (Spagna), Fruit Chan (Hong Kong), Anita Caprioli (Italia)
  - Premio Venezia Opera Prima - Luigi de Laurentiis: Saverio Costanzo (presidente, Italia), Roger Garcia (Hong Kong), Natacha Laurent (Francia), Charles Burnett (Stati Uniti d'America), Daniela Michel (Messico)
- 2016
- 2017
- 2018

- 2019
  - Concorso principale: Lucrecia Martel (presidente, Argentina), Piers Handling (Canada), Mary Harron (Canada), Stacy Martin (Francia), Rodrigo Prieto (Messico), Shin'ya Tsukamoto (Giappone), Paolo Virzì (Italia)
  - Orizzonti: Susanna Nicchiarelli (presidente, Italia), Mark Adams (Regno Unito), Rachid Bouchareb (Francia), Álvaro Brechner (Uruguay), Eva Sangiorgi (Italia)
  - Premio Venezia Opera Prima - Luigi de Laurentiis: Emir Kusturica (presidente, Serbia), Antonietta De Lillo (Italia), Hend Sabry (Tunisia), Michael J. Werner (Stati Uniti d'America), Terence Nance (Stati Uniti d'America)
  - Venice Virtual Reality: Laurie Anderson (presidente, Stati Uniti d'America), Francesco Carrozzini (Italia), Alysha Naples (Italia)
  - Venezia Classici: Costanza Quatriglio (Italia)

### Anni 2020
- 2020[2][3]
  - Concorso principale: Cate Blanchett (presidente, Australia), Matt Dillon (Stati Uniti d'America), Veronika Franz (Austria), Joanna Hogg (Regno Unito), Nicola Lagioia (Italia), Christian Petzold (Germania), Ludivine Sagnier (Francia)
  - Orizzonti: Claire Denis (presidente, Francia), Oskar Alegria (Spagna), Francesca Comencini (Italia), Katriel Schori (Israele), Christine Vachon (Stati Uniti d'America)
  - Venezia Opera Prima - Luigi De Laurentiis: Claudio Giovannesi (presidente, Italia), Rémi Bonhomme (Francia), Dora Bouchoucha (Tunisia)
  - Venice Virtual Reality: Céline Tricart (presidente, Stati Uniti d'America), Asif Kapadia (Regno Unito), Hideo Kojima (Giappone)
- 2021[4]
  - Concorso principale: Bong Joon-ho (presidente, Corea del Sud), Saverio Costanzo (Italia), Virginie Efira (Belgio), Cynthia Erivo (Regno Unito), Sarah Gadon (Canada), Alexander Nanau (Romania), Chloé Zhao (Cina)
  - Orizzonti: Jasmila Žbanić (presidente, Bosnia ed Erzegovina), Mona Fastvold (Novergia), Shahram Mokri (Iran), Josh Siegel (Stati Uniti d'America), Nadia Terranova (Italia)
  - Venezia Opera Prima - Luigi De Laurentiis: Uberto Pasolini (presidente, Italia), Martin Schweighofer (Austria), Amalia Ulman (Argentina)
- 2022
  - Concorso principale: Julianne Moore (presidente, Stati Uniti d'America), Mariano Cohn (Argentina), Leonardo Di Costanzo (Italia), Audrey Diwan (Francia), Leila Hatami (Iran), Kazuo Ishiguro (Regno Unito, Giappone), Rodrigo Sorogoyen (Spagna)
  - Orizzonti: Isabel Coixet (presidente, Spagna), Laura Bispuri (Italia), Antonio Campos (Stati Uniti d'America), Sofia Djama (Algeria), Édouard Waintrop (Francia)
  - Venezia Opera Prima - Luigi De Laurentiis: Michelangelo Frammartino (presidente, Italia), Jan P. Matuszyński (Polonia), Ana Rocha de Sousa (Portogallo), Tessa Thompson (Stati Uniti d'America), Rosalie Varda (Francia)
  - Venice Immersive: May Abdalla (presidente, Regno Unito), David Adler (Danimarca), Blanca Li (Francia)
- 2023
  - Concorso principale: Damien Chazelle (presidente, Stati Uniti d'America), Saleh Bakri (Palestina), Jane Campion (Nuova Zelanda), Mia Hansen-Løve (Francia), Gabriele Mainetti (Italia), Martin McDonagh (Irlanda, Regno Unito), Santiago Mitre (Argentina), Laura Poitras (Stati Uniti d'America), Shu Qi (Taiwan, Hong Kong)
  - Orizzonti: Jonas Carpignano (presidente, Italia/Stati Uniti d'America), Kaouther Ben Hania (Tunisia), Kahlil Joseph (Stati Uniti d'America), Jean-Paul Salomé (Francia), Tricia Tuttle (Regno Unito)
  - Venezia Opera Prima - Luigi De Laurentiis: Alice Diop (presidente, Francia), Faouzi Bensaïdi (Marocco), Laura Citarella (Argentina), Andrea De Sica (Italia), Chloe Domont (Stati Uniti d'America)
- 2024[5][6][7]
  - Concorso principale: Isabelle Huppert (presidente, Francia), James Gray (USA), Andrew Haigh (Regno Unito), Agnieszka Holland (Polonia), Kleber Mendonça Filho (Brasile), Abderrahmane Sissako (Mauritania), Giuseppe Tornatore (Italia), Julia von Heinz (Germania), Zhang Ziyi (Cina)
  - Orizzonti: Debra Granik (presidente, USA), Ali Asgari (Iran), Sudad Ka'dan (Siria), Chrīstos Nikou  (Grecia), Tuva Novotny (Svezia), Gábor Reisz (Ungheria), Valia Santella (Italia)
  - Venezia Opera Prima - Luigi De Laurentiis: Gianni Canova (presidente, Italia), Ricky D'Ambrose (Stati Uniti d'America), Bárbara Paz (Brasile), Taylor Russell (Canada), Jacob Wong (Cina)
  - Venezia Classici: Renato De Maria (Italia)